# Cato van der Pijl
Cato Maria van der Pijl (Den Haag, 29 februari 1880 – Haarlem, 24 november 1966) was de eerste vrouwelijke Katholieke huisarts van Nederland.

## Levensloop
Van der Pijl is geboren op 29 februari 1880 in Den Haag. Ze was dochter van het echtpaar Rinius Livius van der Pijl en Maria Petronella Carolina Samson en groeide op met een zus en een broer. Ze is haar hele leven ongehuwd gebleven en had geen kinderen. Ze is overleden op 86-jarige leeftijd. Haar grafsteen bevindt zich op de Oude Algemene Begraafplaats Doorn. Van der Pijl koos als richtsnoer voor haar werk als arts de Griekse zinspreuk ‘ik ben geboren om de mensheid wel te doen’. Zo vermeldt de tekst in haar overlijdensadvertentie.

### Arts
Haar praktijk voerde ze in Den Haag, Haarlem en Baarn. Een van haar patiënten en goede vriendin was Aletta Jacobs. In 1926 zijn zij samen met Clara Mulder van de Graaf-de Bruyn en C. Kehrer-Stuart naar Londen geweest om te pleiten voor het vrouwenkiesrecht.
Vanaf 1912 was Van der Pijl lid van de Nationale vrouwenraad van Nederland. Tijdens een Algemene Vergadering op 7 en 8 april 1915 heeft ze verslag gedaan als lid van het internationale Comité voor Volksgezondheid. Ze begint haar verslag met de opmerking dat het haar ironisch voorkomt dat ze verslag uitbrengt over de volksgezondheid, terwijl miljoenenlegers tegenover elkaar staan met geen ander doel dan vele mensenlevens wederkerig te vernietigen. Ze verwijst hier naar de Eerste Wereldoorlog die op dat moment gaande was. In haar verslag benoemt ze dat, als gevolg van die oorlog, besmettelijke ziekten, honger en armoede als erkende vijanden van de volksgezondheid overal dood en verschrikking verspreiden.
Tevens heeft ze tijdens de bijeenkomst een voorstel gedaan inzake het Rode Kruis dat na enige discussie is met algemene stemmen is aangenomen. In het voorstel verzoekt ze aan de Nederlandse Vrouwen Raad te proberen overzicht te krijgen van de organisaties van het Rode Kruis in verschillende landen en een onderzoek in te stellen in hoeverre het Internationale comité van het Rode Kruis te Genève zijn internationale roeping vervult, en zo nodig het Rode Kruis te bewegen aan zijn internationale plichten te voldoen. Op dat moment, zo schrijft zij in haar voorstel, vindt geen uitwisseling van gedachten plaats, wat zeker de internationale verbroedering en samenwerking ten goede zou komen.
De opmerking in het bovengenoemde verslag over haar mening over oorlogsvoering, verklaart waarom zij heeft meegewerkt aan het boek de verklaringen van Washington door Mr. W.H.A. Elink Schuurman, die haar noemt in het voorwoord van de tweede druk. Hij geeft aan dat sinds de totstandkoming van het Kellogg-verdrag nieuw bewijs is voor de overtuiging dat oorlog een onhoudbare staatsfunctie is geworden en dat dit voor ontwapening pleit.
In het maandblad uitgegeven door de Vereniging tegen de Kwakzalverij van 5 mei 1930 staat vermeld dat Van der Pijl heeft deelgenomen aan een subcommissie van de Gezondheidscommissie uit Den Haag. De commissie vermeldt in het jaarverslag van 1929 dat in overleg met de Hoofdinspecteur van de Volksgezondheid is onderzocht welke maatregelen konden worden genomen ter beperking van de kwakzalverij met Van der Pijl als commissielid. De subcommissie is begonnen met advertenties van kwakzalvers te verzamelen, heeft de advertenties verstuurd aan de politie met het verzoek Proces Verbaal op te maken. Hierna is een bekende kwakzalver tot 10 dagen hechtenis veroordeeld en een vrouwelijke overtreder werd een maand in hechtenis genomen.